# Carcharhinus amboinensis
Carcharhinus amboinensis – gatunek rekina z rodziny żarłaczowatych (Carcharhinidae). Występuje w tropikalnych wodach wschodniego Oceanu Atlantyckiego, Oceanu Indyjskiego i południowo-zachodniego Oceanu Spokojnego – od Wysp Zielonego Przylądka na zachodzie po Archipelag Tonga na wschodzie. Zamieszkuje płytkie przybrzeżne wody na głębokości do 150 m, wzdłuż górnych półek szelfów kontynentalnych. Korpus tego gatunku jest masywny, krótki szeroki tępo zakończony pysk z U-kształtnym otworem gębowym oraz dużą heterocerkiczną płetwę ogonową z wolnym fałdem skórnym na końcu jej górnego łuku. Zwierzę osiąga maksymalnie 2,8 m długości.
Głównym pożywieniem tego rekina są małe ryby kostnoszkieletowe, rzadziej poluje na głowonogi, skorupiaki i ryby chrzęstnoszkieletowe. Pasożytami C. amboinensis są tasiemce i widłonogi. Podobnie jak inne żarłaczowate jest żyworodny. Samica po trwającej 9-12 miesięcy ciąży rodzi zazwyczaj od 3 do 13 młodych, mierzących około 60–75 cm. Rekin ten poławiany jest przez ludzi dla mięsa, płetw, oleju z wątroby i mączki rybnej, choć brakuje szczegółowych danych na ten temat. Międzynarodowa Unia Ochrony Przyrody (IUCN) nie posiada wystarczających informacji, by określić globalny stan populacji tego gatunku. Subpopulacja z południowo-zachodniego Oceanu Indyjskiego otrzymała status NT.

## Taksonomia i filogenetyka
Rekin ten został opisany w 1841 roku przez dwóch niemieckich przyrodników Johannesa Petera Müllera i Friedricha Gustava Jakoba Henle jako Carcharias (Prionodon) amboinensis. Typowy okazem (holotypem) była samica, złowiona w wodach przybrzeżnych wyspy Amboina (obecnie Ambon, w Archipelagu Moluków należącym do Indonezji), przechowywana w National Natuurhistorisch Museum w holenderskiej Lejdzie. Obecnie uznaje się, że podrodzaj Carcharias (Prionodon) jest synonimem rodzaju Carcharhinus Blainville, 1816, pomimo formalnych niedostatków opisu rodzaju Carcharhinus dokonanego przez Blainville'a. Spotykane w literaturze nazwy Carcharhinus ambioensis (Müller & Henle, 1841) oraz Carcharinus amboinensis (Müller & Henle, 1841) zawierają błędy literowe i nie powinny być używane.
Nazwa rodzajowa (z greki: κάρχαρος =karcharos – zaostrzony, ῥίς, ῥινός =rhinos – nos) odnosi się do kształtu głowy. Epitet gatunkowy jest eponimem utworzonym od nazwy miejsca złowienia holotypu – wyspy Amboina.
W pracy dotyczącej badań filogenetycznych żarłaczowatych na podstawie cech morfologicznych, opublikowanej w 1982 roku, Jack Garrick uznał na podstawie kształtu zębów, stosunków wielkości oraz rozmieszczenia płetw, że C. amboinensis tworzy klad z żarłaczem tępogłowym (C. leucas), siostrzany do kladu tworzonego przez C. melanopterus i C. cautus. W 1988 roku Leonard Compagno opierając się na fenetycznych badaniach potwierdził bliskie pokrewieństwo z C. leucas, lecz uznał te dwa gatunki za siostrzane do rodzajów Glyphis, Lamiopsis i Negaprion. W 2012 roku Tillett i inni za jego najbliższych krewnych uznali C. fitzeroyensis i C. sorrah. Z badań molekularnych, na podstawie czterech loci mitochondrialnych (COI, NADH-2, CytB, 16S RNA) oraz jednego locus jądrowego (Rag-1) wynika, że C. amboinensis nie jest gatunkiem siostrzanym żarłacza tępogłowego i w obrębie rodziny Carcharhinidae należy do osobnego kladu, blisko są z nim natomiast spokrewnione C. brachyurus i C. brevipinna.

## Występowanie i środowisko

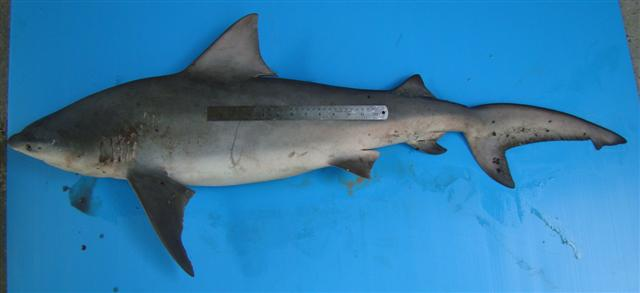
C. amboinensis w porcie Ranong, Tajlandia.

Carcharhinus amboinensis zamieszkuje tropikalne wody wschodniego Oceanu Atlantyckiego, Oceanu Indyjskiego i południowo-zachodniego Oceanu Spokojnego. W Atlantyku spotyka się go w wodach wokół Wysp Zielonego Przylądka oraz u zachodnich wybrzeży Afryki, od południowych krańców Sahary Zachodniej po Nigerię na północy oraz od Gabonu po północne krańce Namibii na południu. Według pojedynczych doniesień widywany również w Morzu Śródziemnym. Na zachodzie Oceanu Indyjskiego zamieszkuje przybrzeżne obszary od prowincji KwaZulu-Natal (Południowa Afryka) poprzez Półwysep Somalijski po południową Erytreę oraz wody wokół Madagaskaru, Wysp Sokotra, Archipelagu Zanzibar, Archipelagu Czagos, Komorów, Seszeli, Maskarenów i Amirantów. Na północy spotykany w Morzu Czerwonym, Zatoce Adeńskiej, Zatoce Omańskiej, na południu Zatoki Perskiej, u wybrzeży Półwyspu Arabskiego, Iranu, Pakistanu i południowo-zachodnich Indii oraz wokół Cejlonu, Lakszadiwów, Malediwów, Nikobarów i Andamanów. Rekin ten najpospoliciej występuje na wschodzie, gdzie rozpowszechniony jest w Morzu Andamańskim, Morzu Południowochińskim, w południowym Morzu Wschodniochińskim, oraz w indonezyjskich morzach Celebes, Banda, Arafura, Jawajskim, Flores, Timor, Seram i Sulu. U wybrzeży Australii spotykany na całej północy, od Perth na zachodzie po Półwysep Jork na wschodzie i dalej na południe, aż po Sydney. W wodach Oceanu Spokojnego zamieszkuje okolice Wysp Vanuatu, Palau, Salomona, Fidżi, Gilberta, Marshalla, Mikronezji, Tonga, Samoa, Mariany, wybrzeża Nowej Kaledonii i Nowej Gwinei oraz wody Morza Koralowego i Morza Filipińskiego.
Podobnie jak inne rekiny z rodzaju Carcharhinus preferuje płytkie przybrzeżne wody szelfów kontynentalnych, o piaszczystym dnie do głębokości 150 m (zwykle 30–80 m). U wybrzeży zarówno wschodniej jak i zachodniej Afryki C. amboinensis migrują wzdłuż wybrzeży, pokonując niekiedy ponad 1200 km rocznie. Podobna sytuacja ma miejsce u wybrzeży Australii. Osobniki populacji zamieszkujących wody Indonezji i Oceanii, podobnie jak osobniki młodociane, są filopatryczne, zazwyczaj nie zmieniają obszaru, na którym przebywają. Przedstawiciele tego gatunku rekina występują zazwyczaj do 40–50 km od brzegu, choć pojedyncze osobniki spotykane są dużo dalej. Spotykany jest najczęściej w pobliżu dna morskiego. Niekiedy wpływa do estuariów i ujść rzek, podobnie jak żarłacz tępogłowy, choć nie tak często i nie tak daleko jak tamten gatunek.

## Cechy morfologiczne
W wodach północnej Australii największy złowiony samiec mierzył 231 cm, podczas gdy największa samica: 242 cm, natomiast największe osobniki złowione u wybrzeży Republiki Południowej Afryki miały 238 (samiec) i 245 (samica) cm długości. Rekordowym okazem była brzemienna samica wyłowiona w 1956 roku przez francuskiego ichtiologa Pierre Fourmanoira w wodach wschodniego Madagaskaru, mierząca 280 cm. C. amboinensis posiada masywny, dobrze zbudowany korpus, przypominający ten u żarłacza tępogłowego. Pysk jest krótki, szeroki i ostro zakończony. Jego U-kształtny otwór gębowy jest wyposażony w kilkanaście rzędów zębów w każdej ze szczęk. Górne zęby w kształcie równobocznych trójkątów o piłkowanych krawędziach i szerokiej, niskiej podstawie, dolne zaś są węższe (lecz w porównaniu do dolnych zębów innych gatunków Carcharhinus stosunkowo szerokie), trójkątne o ostrych, równych krawędziach, gruzełkowatej tylnej powierzchni i szerokiej, masywnej podstawie. Nozdrza rozmieszczone są szeroko nieco poniżej oczu, blisko przedniej krawędzi pyska. Posiadają duże, trójkątne fałdy skórne. Okrągłe małe oczy wyposażone są w półksiężycowate fałdy spojówek (ochraniające migotkę). Nad nimi znajdują się niewielkie, lekko spłaszczone, owalne tryskawki. Rekin ten posiada pięć niedużych, równych szczelin skrzelowych. Piąta para umiejscowiona jest za proksymalną krawędzią płetw piersiowych. Na spodzie pyska widoczne są liczne elektroreceptory, zwane ampułkami Lorenziniego.
Szeroka, niska, tępo zakończona pierwsza płetwa grzbietowa przypomina mocno wygięty ku tyłowi sierp. Posiada długą, wolną, dalszą końcówkę. Jej podstawa usadowiona nad tylnymi krawędziami płetw piersiowych. Stosunkowo niska druga płetwa grzbietowa ma romboidalny kształt i wąską podstawę. Umiejscowiona jest przed przednią krawędzią płetwy odbytowej. Pomiędzy płetwami grzbietowymi nie występuje międzygrzbietowy łuk. Równe płetwy piersiowe są krótkie, ale za to stosunkowo szerokie, w kształcie trójkątów o prostej dystalnej krawędzi. Płetwy brzuszne są proporcjonalnie duże, ich przednia krawędź wraz z dolną krawędzią tworzy kąt prosty. U samca z części płetw brzusznych wykształcił się narząd kopulacyjny zwany pterygopodium. Płetwa odbytowa jest mała, posiada głębokie, ostre wygięcie i mocno wygiętą ku tyłowi dolną końcówkę. Na końcu ogona mieści się długa, heterocerkiczna, asymetryczna płetwa ogonowa. Jej dolny łuk jest kilkukrotnie krótszy od górnego, osiągającego niekiedy prawie metr długości, na którego końcu mieści się szeroki, wydłużony fałd skórny poprzedzony wyraźnym, sierpowatym wcięciem. Skórę pokrywają romboidalne, połyskujące łuski plakoidalne. Grzbiet rekina cechuje się jasnoszarą, błękitną lub jasnobrązową barwą. Spód oraz boki są jaśniejsze, najczęściej barwy śnieżnobiałej. Na krawędziach płetw piersiowych oraz płetwy ogonowej widoczne niekiedy ciemniejsze zabarwienia.

## Ekologia i zachowanie

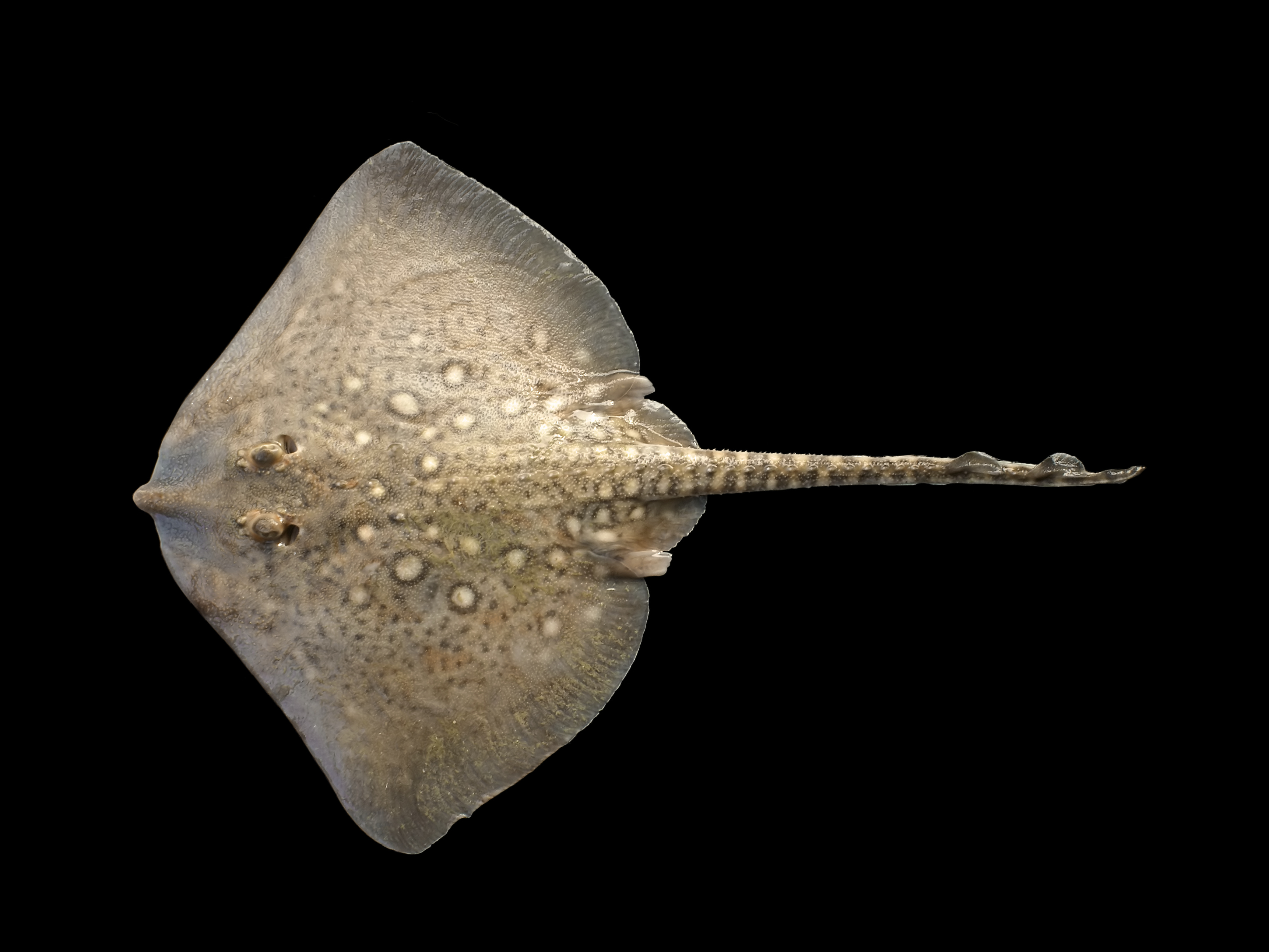
Jeden ze składników diety C. amboinensis – raja nabijana (Raja clavata)

C. amboinensis zamieszkujące wybrzeża wschodniej Afryki żywią się głównie żyjącymi przy dnie rybami kostnoszkieletowymi, stanowiącymi 62% ich diety, i chrzęstnoszkieletowymi (w szczególności rajowatymi) oraz skorupiakami (krewetkami, krabami, homarami i równonogami), głowonogami (kałamarnicami i ośmiornicami) i ślimakami tyłoskrzelnymi. U wybrzeży Australii dieta tego rekina jest podobna, choć mniej zróżnicowana. Wśród pasożytów tego gatunku wyróżniono między innymi tasiemce (Callitetrarhynchus gracilis, Heteronybelinia australis, Floriceps minacanthus i Protogrillotia zerbiae) i widłonogi (Kroyeria procerobscena i Paralebion elongatus). W pozbyciu się parazytów zewnętrznych pomagają rekinowi ryby z rodzajów Labroides i Caranx. Na dorosłe osobniki nie poluje żaden naturalny drapieżnik z uwagi na spore rozmiary tych ryb. Młode czasami padają ofiarą większego żarłacza tępogłowego.

### Cykl życiowy
Podobnie jak inne żarłaczowate, jest żyworodny. Samce dojrzewają płciowo przy długości 2,1 m, samice zaś po osiągnięciu 215–220 cm. Zarówno na wschodzie, jak i zachodzie Oceanu Indyjskiego kopulacja następuje w styczniu lub lutym. W wodach Oceanii do zapłodnienia dochodzi w maju, a we wschodnim Atlantyku od października do listopada. W tym okresie pobudzone samce uporczywie próbują doprowadzić do kopulacji, często w sposób agresywny, gryząc samicę w okolice płetwy grzbietowej. Jest to typowe zachowanie dla żarłaczowatych. Kopulacja odbywa się za pomocą pterygopodium, narządu wykształconego z dystalnych fragmentów płetw brzusznych u samców. Długość ciąży zależy od położenia geograficznego, dla populacji australijskich wynosi 9 miesięcy, dla południowoafrykańskich i pozostałych 11-12. Embriony w ciele matki zużywają zapasy żółtka z pęcherzyka żółtkowego, który później łączy się ze ścianą macicy tworząc tzw. łożysko żółciowe, dzięki któremu dostarczane jest pożywianie z organizmu matki. Młode rodzą się od października do grudnia, z wyjątkiem obszarów Oceanii, gdzie poród następuje w od kwietnia do maja. Samica wydaje na świat od 3 do 13 (u wybrzeży RPA zwykle 5, w Australii najczęściej 9) potomków, mierzących około 60–75 cm. Bez względu na pochodzenie geograficzne liczba młodych zależy od wielkości matki: im większa samica, tym liczniejszy miot. W Australii największy opisany zarodek miał 59 cm, podczas gdy najmniejszy swobodnie pływający osobnik mierzył 66 cm. U wybrzeży Afryki młode rodzą się większe (rekordowo 79 cm). Każda z pięciu brzemiennych samic wyłowionych w Zatoce Karpentaria w latach 90. XX wieku nosiła miot o stosunkowo równych proporcjach samców do samic. Zwyczaje i preferencje siedliskowe analizowano u osobników młodocianych zasiedlających rejon Cleveland Bay, w stanie Queensland. Okazuje się, że przez pierwsze kilka lat młodociane osobniki pozostają w płytkich (nie głębszych niż 40 m) przybrzeżnych wodach, w pobliżu ujść rzek, w wodach o stosunkowo silnych prądach i dużym zamuleniu – prawdopodobnie dzięki temu są mniej narażone na ataki drapieżników niż w strefie otwartego morza. Osobniki młodociane zajmują stosunkowo niewielkie terytoria (średnio 30 km²), poszerzając je stopniowo wraz z wiekiem, i podczas przypływu penetrują w poszukiwaniu pokarmu strefę pływów. W związku z sezonowymi zmianami zasolenia i koncentracji tlenu, powodowanymi przez zasilające zatokę wody rzek, podczas pory suchej przemieszczają się bliżej ujść rzek, natomiast podczas pory deszczowej oddalają się od nich. Samice zachodzą w ciążę regularnie co dwa lata.

## Relacje z ludźmi

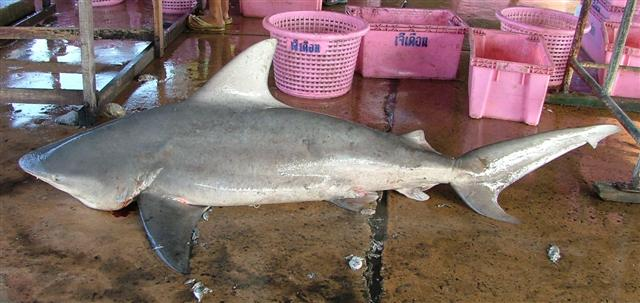
C. amboinensis jest przedmiotem połowów, jego mięso i płetwy są wykorzystywane do celów kulinarnych. Na zdjęciu okaz w magazynach Phuket Fishing Port (Tajlandia).

Rekin ten u wybrzeży północnej Australii poławiany jest nielicznie za pomocą sieci skrzelowych, sieci przydennych i specjalnych linek z haczykami w szczególności dla mięsa i płetw. Brakuje jednak dokładnych danych na ten temat. Niekiedy wykorzystuje się również olej z wątroby oraz pochodną mączkę rybną. Według programu The Northern Pelagic Fish Stock gatunek ten pomiędzy styczniem 1984 a majem 1985 stanowił 0,5% połowów rekinów za pomocą sieci skrzelowych oraz 3,5% w przypadku lin z haczykami. W latach 1978–1990 w sieci chroniące plaże KwaZulu-Natal wpadło 16 rekinów C. amboinensis (0,5% wszystkich rekinów, 0,4 os./km), najwięcej w Richards Bay, gdzie ochronne sieci wprowadzono w 1981 roku. Znajdowany jest niekiedy jako przyłów. Jako konsumenci szczytowi w sieciach pokarmowych są podatne na bioakumulację toksyn, co może powodować zatrucia ludzi spożywających ich mięso. W roku 1993 około 500 ludzi w okolicach Manakara na Madagaskarze uległo zatruciu po spożyciu mięsa C. amboinensis, skażonego toksyną, produkowaną przez morskie bruzdnice. Spośród nich zmarło 98 osób – było to pierwsze tak masowe zatrucie pokarmowe po spożyciu rekina oraz pierwsze z tak wysoką śmiertelnością. Jest uważany za gatunek stanowiący potencjalne zagrożenie dla kąpiących się w morzu, ale nie odnotowano jego ataków na ludzi.

## Zagrożenia i ochrona
Z uwagi na brak wystarczających informacji na temat wielkości populacji oraz wpływu rybołówstwa na liczebność tego gatunku Międzynarodowa Unia Ochrony Przyrody (IUCN) nie potrafi ustalić stopnia zagrożenia (DD). Subpopulacja z południowo-zachodniego Oceanu Indyjskiego uznana została za bliską zagrożenia (NT).